# Evropská rada architektury
Evropská rada architektů (ACE, angl. The Architects' Council of Europe, franc. Le Conseil des architectes d'Europe - CAE) je evropská mezinárodní organizace architektů sdružující národní reprezentace profesních organizací, zajišťující zákonný výkon profese architekta, zejména jako svobodného povolání ze všech zemí Evropské unie.

## Obecně
Sdružuje (většinou) nevládní ale veřejnoprávní organizace architektů (zejména profesní komory, řády a jim na roveň postavené subjekty) z 27 států Evropské unie a (EHP) Norska a Švýcarska. Její sídlo je v Bruselu. Presidentkou ACE je pani Selma Harrington z Irska zvolená v lednu 2010. Generálním sekretářem pan Ian Pitchard. ACE reprezentuje více než 480.000 architektů činných v praxi.

## Historie
ACE vznikala postupně tak jak se postupně utvářela Evropská unie. Formálně byla založena 11. května 1990 v italském Trevisu zástupci 15 států, k několikeré obnovené formulaci došlo vždy, když přistoupily nové státy a též po přijetí "Lisabonské smlouvy".

## Cíle
- Podpora architektury v Evropě;
- Podpora co kvality architektury a kvality vystavěného životního prostředí;
- Podpora udržitelného vývoje vystavěného životního prostředí;
- Spolehlivá artikulace kvalifikačních standardů a kvalit;
- Podpora kvality ve stavební praxi a realizaci;
- Podpora volného pohybu osob a přeshraniční spolupráce, vzdělání v Evropské praxi;
- Diskusní platforma architektů Evropy.

## Struktura
Činnost ACE není dále geograficky dělena, (a to ani podle zemí Schengenského prostoru nebo podle zemí, které přijaly Euro jako jednotné platidlo) je všeobecná s působností a dopadem ve všech zemích EU rovnocenně.

### Česko
Česká republika se aktivně a cílevědomě účastní práce ACE od svého přistoupení k Evropské unii. Členem představenstva byl v letech 2009-2011 (dřívější předseda České komory architektů) Dalibor Borák. V období 2018-2021 je členem představenstva Pavel Martinek